# حساسیت (کنترل)
در مهندسی کنترل، حساسیت (به انگلیسی: sensitivity) (یا به‌طور دقیق‌تر، تابع حساسیت (به انگلیسی: sensitivity function)) یک سامانه کنترل، چگونگی تأثیر تغییرات پارامترهای دستگاه بر تابع تبدیل حلقه‌بسته را اندازه‌گیری می‌کند. از آنجایی که پارامترهای کنترل‌کننده معمولاً با ویژگی‌های فرایند تطبیق داده می‌شوند و فرایند ممکن است تغییر کند، مهم است که پارامترهای کنترل‌کننده به گونه‌ای انتخاب شوند که سامانه حلقه بسته به تغییرات دینامیکی فرایند حساس نباشد. علاوه بر این، تابع حساسیت برای تحلیل چگونگی تأثیر اغتشاش‌ها بر سامانه نیز مهم است.

## تابع حساسیت

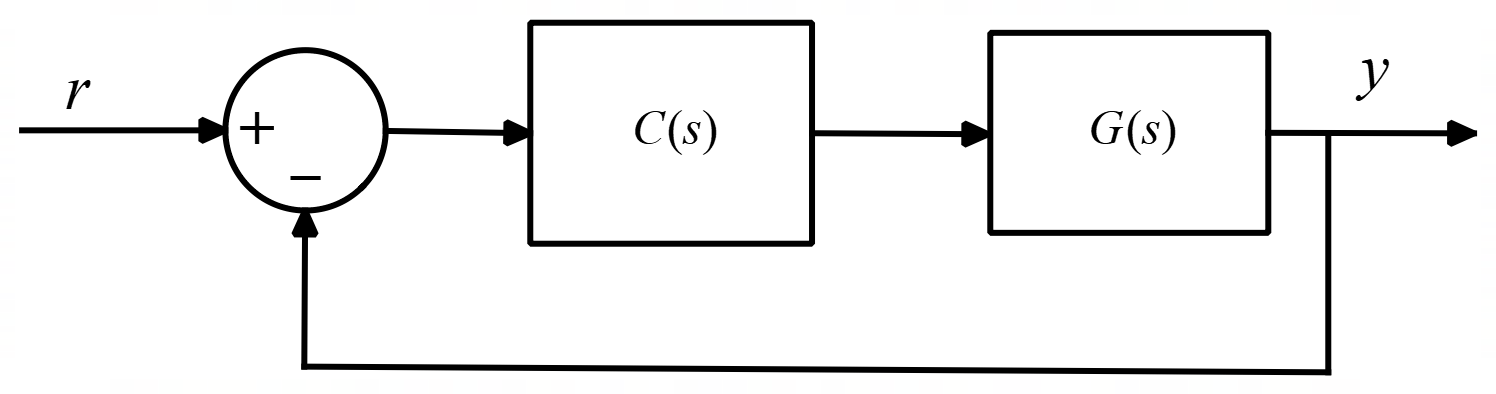
یک سامانه کنترل حلقه بسته پایه، با استفاده از بازخورد منفی واحد (بهره ۱). C(s) و G(s) به ترتیب نشان دهنده توابع انتقال جُبران‌گر و دستگاه هستند.

بگذار {\displaystyle G(s)} و {\displaystyle C(s)} نشان دهنده تابع تبدیل سامانه و کنترل‌کننده در یک سامانه کنترل حلقه بسته پایه است که در حوزه لاپلاس با استفاده از بازخورد منفی واحد نوشته شده است.

### تابع حساسیت به‌عنوان معیاری از مقاوم‌بودن در برابر تغییرات پارامتر
تابع تبدیل حلقه بسته به صورت زیر داده می‌شود:
{\displaystyle T(s)={\frac {G(s)C(s)}{1+G(s)C(s)}}.}
مشتق‌گیری از {\displaystyle T} نسبت به {\displaystyle G} نتیجه می‌دهد
{\displaystyle {\frac {dT}{dG}}={\frac {d}{dG}}\left[{\frac {GC}{1+GC}}\right]={\frac {C}{(1+CG)^{2}}}=S{\frac {T}{G}},}
که در اینجا {\displaystyle S} به‌صورت این تابع تعریف می‌شود
{\displaystyle S(s)={\frac {1}{1+G(s)C(s)}}}
و به عنوان تابع حساسیت شناخته می‌شود. مقادیر پایین‌تر {\displaystyle |S|} نشان می‌دهد که خطاهای نسبی در پارامترهای دستگاه، تأثیر کمتری در خطای نسبی تابع تبدیل حلقه بسته دارند.

### تابع حساسیت به‌عنوان معیاری برای تضعیف اغتشاش

نمودار بلوکی یک سامانه کنترل با اختلال

تابع حساسیت همچنین تابع تبدیل از اغتشاش خارجی به خروجی فرایند را توصیف می‌کند. در واقع، با فرض یک اغتشاش جمع‌پذیر n، بعد از خروجی
از دستگاه، توابع تبدیل سامانه حلقه بسته به صورت زیر داده می‌شوند:
{\displaystyle Y(s)={\frac {C(s)G(s)}{1+C(s)G(s)}}R(s)+{\frac {1}{1+C(s)G(s)}}N(s).}
از این رو، مقادیر پایین‌تر {\displaystyle |S|} کاهش بیشتر اغتشاش‌های خارجی را پیشنهاد می‌دهد. تابع حساسیت به ما می‌گوید که چگونه اغتشاش‌ها تحت تأثیر بازخورد قرار می‌گیرند. اغتشاش‌ها با فرکانس‌هایی چنان‌که {\displaystyle |S(j\omega )|} کمتر از یک باشد، به اندازه فاصله تا نقطه بحرانی {\displaystyle -1} کاهش می‌یابد. و اغتشاش‌هایی با فرکانس‌هایی چنان‌که {\displaystyle |S(j\omega )|} بزرگتر از یک باشد، توسط بازخورد تقویت می‌شود.

## اوج حساسیت و دایره حساسیت

### اوج حساسیت
مهم است که بزرگ‌ترین مقدار تابع حساسیت برای یک سامانه کنترل محدود شود. اوج حساسیت اسمی {\displaystyle M_{s}} به صورت تعریف می‌شود.
{\displaystyle M_{s}=\max _{0\leq \omega <\infty }\left|S(j\omega )\right|=\max _{0\leq \omega <\infty }\left|{\frac {1}{1+G(j\omega )C(j\omega )}}\right|}
و معمولاً لازم است که حداکثر مقدار تابع حساسیت، {\displaystyle M_{s}} ، در محدوده ۱٫۳ تا ۲ باشد.

### دایره حساسیت
کمیت {\displaystyle M_{s}} معکوس کوتاه‌ترین فاصله از منحنی نایکوئیست تابع تبدیل حلقه تا نقطه بحرانی {\displaystyle -1} است. حساسیت {\displaystyle M_{s}} تضمین می‌کند که فاصله از نقطه بحرانی تا منحنی نایکوئیست همیشه بیشتر از {\displaystyle {\frac {1}{M_{s}}}} و منحنی نایکوئیست تابع تبدیل حلقه همیشه خارج از دایره‌ای حول نقطه بحرانی  {\displaystyle -1+0j} با شعاع {\displaystyle {\frac {1}{M_{s}}}} که به عنوان دایره حساسیت شناخته می‌شود، است. {\displaystyle M_{s}} حداکثر مقدار تابع حساسیت را تعریف می‌کند و معکوس  {\displaystyle M_{s}} کمترین فاصله را از تابع تبدیل حلقه باز {\displaystyle L(j\omega )}  به نقطه بحرانی {\displaystyle -1+0j} را به شما می‌دهد.